# Elis Fischer
Gustaf Elis Fischer (i riksdagen kallad Fischer i Stockholm), född 13 januari 1834 i Askersund, död 19 augusti 1889 på Långholmen i Stockholm, var en svensk jurist, riksdagsledamot samt verkställande direktör i försäkringsbolaget Skandia.
Fischer blev uppmärksammad för sin inblandning i det så kallade Fischerska målet, där han i januari 1887 fängslades. Han greps eftersom han hade förskansat sig en betydande mängd ekonomiska medel från det försäkringsbolag där han fungerade som verkställande direktör. Avsättningen från direktörspositionen ledde till påtryckningar på fondbörsen och resulterade i en nedgång på 20 procent för bolagets aktier.
Dessutom tilldelades han flera förtroendeuppdrag och var aktiv som ledamot i flera olika styrelser, främst inom Stockholms stad; som ordförande i Gasverksstyrelsen från 1884 till 1886 och som vice ordförande i Göta kanaldirektionen.

## Uppväxt

### Föräldrar och syskon
Fischer växte upp i Askersund, Närke, och var son till postmästare Per Gustaf Fischer och Eva Sophia Brattström, dotter till Magnus Brattström som var brukspatron. Han var även bror till Emil Nicanor (1839–1912) och Alfred Theodor (1836–1839). Dessutom hade han flera halvsyskon, varav halvbrodern Per Adolf Fischer blev bankdirektör.

### Utbildning
Efter att ha genomgått Askersunds lägre elementarskola bosatte sig familjen i Örebro. Fischer fortsatte sina studier vid Örebro skola, där han tilldelades det "Tiseliiska stipendiet". Han avlade studentexamen 1854 och skrevs in vid Uppsala universitet samma år. 1859 tog han hovrättsexamen för att kunna inträda i rikets rättegångsverk.

## Karriär

### Uppdrag
Fischer utnämndes till vice häradshövding efter tingstjänstgöringen, och blev vice auditör inom Livregementets dragoner från 1862 till 1881, samt ordförande för Gasverksstyrelsen 1884–1886. Vice ordförande i Göta kanaldirektion, medlem av övre Allmänna Änke- och Pupillkassan och ledamot av Drätselkammaren. Han var också ständig ledamot av samfundet för Nordiska Museets främjande.

### Politisk gärning
Fischer ställde upp som partilös kandidat i andrakammarvalet 1884, vilket dock överklagades och fick tas om den 9 januari 1885. Han valdes till representant i första kammaren för huvudstaden av Stockholms stadsfullmäktige efter André Oscar Wallenbergs död. Fischer var som riksdagsman och ledamot av riksdagens första kammare från 24 mars 1886 till 17 december 1886, invald i Stockholms stads valkrets, då han förlorade sitt medborgerliga förtroende och dömdes till straffarbete av Stockholms rådhusrätt för "3 med synnerligen försvårande omständigheter förenade bedrägeribrott" samt "grov trolöshet mot huvudman". Han avsade sig sina politiska förtroendeuppdrag den 17 december 1886.

### Livförsäkringsbolaget Skandia

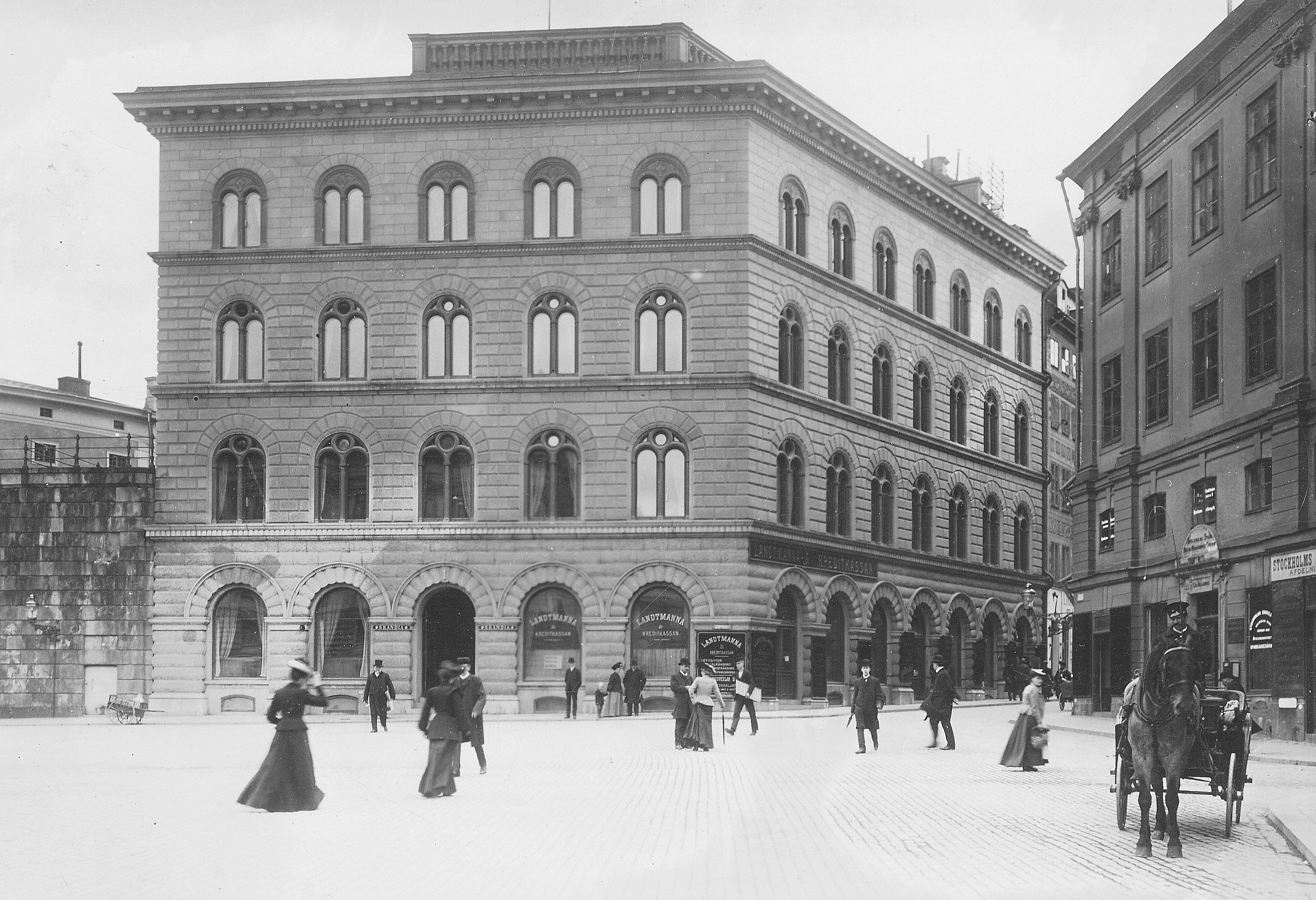
Skandiahuset vid Mynttorget i Gamla stan.

Fischer tillträdde som verkställande direktör i försäkringsbolaget Skandia den 1 juni 1870 som Wilhelm Dufwas efterträdare. Han åtnjöt som bankdirektör allmän tilltro och var tillika en mycket respekterad man. Hans ord ska ha vägt extra tungt och under denna tid blev bolaget det mest vinstutdelande. Han beskrevs också som en av familjen Wallenbergs lydiga lakejer.

Under Fischers tid som bankdirektör i försäkringsbolaget Skandia tillgrep han en summa om 515 000 kronor. Det första tillgreppet skedde redan 1878, då med 8 000 kronor. Därefter följde nio ytterligare tillgrepp fram tills avslöjandet. Det största tillgreppet gjordes 1883, när han erhöll ett lån på 675 000 kronor. Därvid lämnade han över 500 000 kronor till det låntagande bolaget och behöll 175 000 kronor för sig själv.

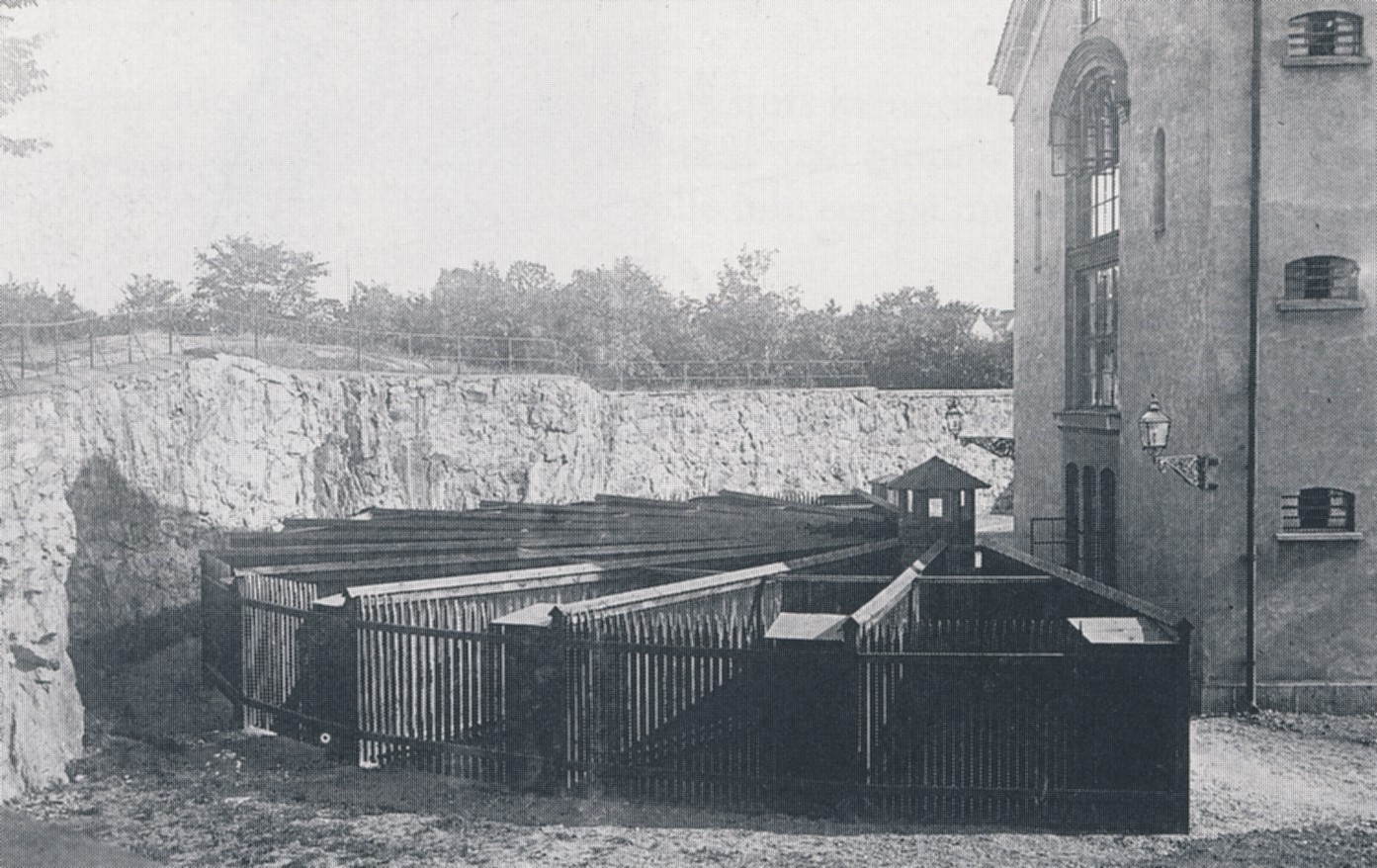
Långholmens centralfängelse, 1910.

Fischer avslöjades då han undgått redovisning av honom till försäljning emottagna och av honom sålda obligationer. Som fråga i rättssal tillfrågades Fischer som åtnjöt en för den tiden ansenligt hög årsinkomst; varför han missbrukat bolagets förtroende. Fischer svarade att han på grund av sin ställning i samhället och stora hjälpsamhet anlitats av sina vänner för lån och borgen. Fischers maka ska enligt egen utsago ha varit ovetande om det inträffade, men när han entledigades från sin direktionsbefattning informerade han henne. De ekonomiska effekterna av Fischers handlande resulterade i ett tryck på fondbörsen. Bolagets aktier som noterats 670 över det nominella värdet sjönk med drygt 20 procent. Han fängslades och blev skyldig att ersätta Skandia med 544 800 kr.
Fischer dömdes 5 januari 1887 till att avtjäna sitt straff på Långholmens centralfängelse. Han dömdes till tre och ett halvt års fängelse samt tre års vanfrejd. Efter hans dom valde Knut Wallenberg att betala ut en livstidspension på 2 000 kr till hans fru, Hildur Fredrika. På Långholmen ägnade han sig åt bokbindning och sökte tröst i religionen. 1887 berättas det att Fischer var mycket förtvivlad och under sitt sonande satt på en pall och grät.

## Personligt

### Familj

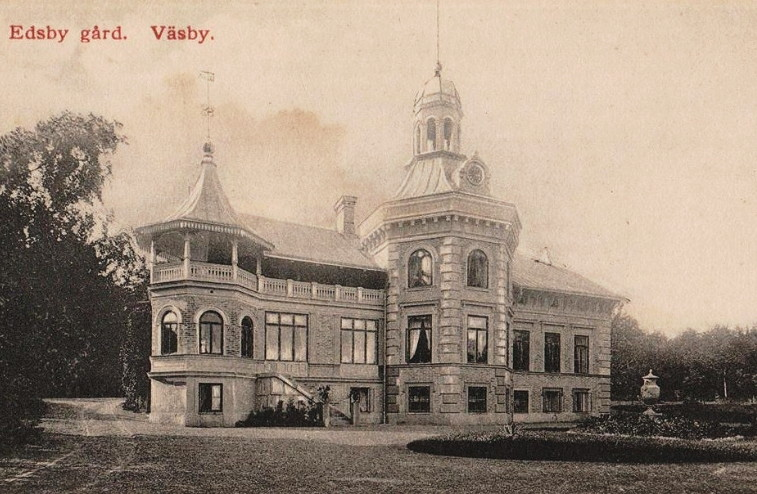
Edsby slott

Fischer gifte sig 17 november 1864 med Hildur Fredrika Abenius, dotter till häradshövding Carl Fredrik Abenius. De bosatte sig på Edsby slott som han uppförde på 1860-talet, och lät där uppföra den allé som leder upp mot byggnaden. De fick flera barn, däribland barnhemsföreståndarinnan Ellen, textilkonstnären Estrid och länsjägmästaren Gunnar Fischer. Han var också farfar till filmfotografen Gunnar Fischer.

### Död
Fischer avled den 19 augusti 1889 på Långholmen. Han hade insjuknat ett halvår tidigare, under vilken tid han besöktes av sin maka och barn. Dödsorsaken sades vara sjukdomen lungsot och allmän blodbrist. Samtidigt hade Fischer kraftigt avmagrat. Han avled nästan omärkbart. Enligt dödsbeviset avled han av lunginflammation i höger lunga (pneumonia dextra). Han gravsattes på Norra begravningsplatsen i Stockholm.

## Utmärkelser
- Riddare av Nordstjärneorden.
- Riddare av Vasaorden.